# Carrer de Colom (Palma)
El carrer de Colom està situat a la ciutat de Palma, capital de les Illes Balears.
La creació d'aquest carrer s'aprovà per acord municipal el 18 de gener de 1862 i feu que absorbís els antics carrerons Infern, Calderers, Bunyols i Ca la Fosca. Originàriament feia referència a Joanot Colom, un dels dirigents de la rebel·lió de les Germanies, a l'illa de Mallorca, però un acord municipal del 13 de maig de 1892 ho canvià, dedicant-lo al navegant Cristòfor Colom. El 2010 la batlessa de Palma, Aina Calvo, retornà el nom original al carrer, que encara es troba vigent a dia d'avui.
El carrer està situat en el Districte Centre de la ciutat i connecta la Plaça de Cort, on es troba l'ajuntament de la ciutat, amb la Plaça Major. La seva tipologia arquitectònica es compon d'edificis d'estil regionalista i modernista, entre els quals destaca l'Edifici de l'Àguila. Aquests edificis estan formats en la seva majoria per comerços baixos i vivendes en les plantes superiors. La via té una longitud de 200 metres.